# 仏教学者
仏教学者（ぶっきょうがくしゃ、Buddhist scholar）は、仏教を研究の対象とする研究者・学者。

## 概要
近代的な意味での仏教学者の始まりは、19世紀のヨーロッパであり、アジアを対象とする植民地政策の一環で始まった現地の宗教・言語・習俗を研究対象として、インド哲学、比較宗教学、比較文献学の1分野として、また、フランスでのオリエンタル趣味に始まる東洋学の1分野として、仏教学が成立した。
この時代の仏教学者としては、マックス・ミュラーやトーマス・ウィリアム・リス・デイヴィッズ、ヘルマン・オルデンベルク、チョーマ、フョードル・イポリトビッチ・シチェルバツコイ、エルンスト・ロイマンなどが挙げられる、

### 日本の仏教学者
日本の仏教学者は主として各宗派の設立した仏教系大学か、東京大学・京都大学を中心とする旧帝国大学にその籍を置いている事が多い。その他、文化系の『仏教青年会（壮年会）』を持つ慶應義塾大学、早稲田大学にも独自の学風を持ったグループが存在する。
また日本国外の仏教学者が研究留学に来日し、客員教授として教えることも多い。

## 著名な仏教学者

### あ行
- 青木文教
- 赤沼智善 - 大谷大学
- 赤松連城 -
- 秋月龍珉 - 花園大学
- 浅井圓道 - 身延山大学
- 朝枝善照 - 龍谷大学
- 東隆眞 - 駒沢女子大学
- 姉崎正治 - 東京大学
- 有賀要延 - 身延山大学
- 池上要靖 - 身延山大学
- 池田澄達
- 石井公成 - 駒澤大学
- 石田瑞麿 - 東海大学
- 石上善應 - 大正大学
- 泉芳璟 - 大谷大学
- 伊藤康安 - 早稲田大学
- 伊藤瑞叡 - 立正大学
- 井上円了 - 東洋大学
- 今枝愛真 -
- 入澤崇 - 龍谷大学
- 岩田孝 - 早稲田大学
- 岩田諦靜 - 身延山大学
- 岩本裕　- 京都橘女子大学
- 植木雅俊 - 東京工業大学非常勤講師
- 上田本昌 - 身延山大学
- 上山大峻 - 龍谷大学
- ウルス・アップ - 花園大学
- 姉崎正治 - 東京大学
- 伊藤隆壽 - 駒澤大学
- 稲葉君山 -
- 宇井伯壽 - 東京大学
- 瓜生津隆真 - 京都女子大学
- 江島惠教 - 東京大学
- 遠藤一 - 久留米高専
- 横超慧日 - 大谷大学
- 大久保道舟 - 駒澤大学
- 大久保良順
- 大久保良峻 - 早稲田大学
- 大隈和雄 - 東京女子大学
- 太田久紀 - 駒沢女子大学
- 庵谷行亨 -  身延山大学
- 大屋徳城 - 大谷大学
- 阿純章（おか すみあき） - 早稲田大学
- 小川一乗 - 大谷大学
- 荻原雲来 - 大正大学
- 沖本克巳 - 花園大学
- 小谷信千代 - 大谷大学
- 織田得能 -
- 小野勝年 - 大正大学
- 小野玄妙

### か行
- 梶尾祥雲
- 梶山雄一 - 京都大学
- 片山一良 - 駒澤大学
- 勝又俊教 - 大正大学
- 桂紹隆 - 広島大学→龍谷大学
- 金岡秀友 - 東洋大学
- 金岡照光 - 東洋大学
- 金谷勇 - 四天王寺国際仏教大学
- 金倉円照 - 東北大学
- 金子大栄 - 大谷大学
- 鎌田茂雄 - 東京大学、駒澤大学
- 河口慧海
- 川口高風 - 愛知学院大学
- 菅野博史 - 創価大学
- 北畠典生 - 岐阜聖徳学園大学
- 紀野一義 - 正眼短期大学
- 金炳坤 - 身延山大学
- 木村清孝 - 東京大学
- 木村泰賢 - 東京大学
- 木村中一 - 身延山大学
- 清沢満之 - 大谷大学

### さ行
- 三枝充悳 - 日本大学
- 斎藤明 - 東京大学
- 酒井得元 - 駒澤大学
- 境野哲 - 東洋大学
- 櫻部建 - 大谷大学
- 佐々木月樵 - 大谷大学
- 佐々木閑 - 花園大学
- 定方晟 - 東海大学
- 佐藤達玄 - 駒澤大学
- 塩田義遜 - 身延山大学
- 信楽峻麿 - 龍谷大学
- 重松俊章 - 九州大学
- 篠原壽雄 - 駒澤大学
- 島地大等
- 島地黙雷
- 清水俊史
- 下田正弘 - 東京大学
- ランベルト・シュミットハウゼン - ハンブルク大学
- 白石凌海
- 勝呂信静 - 立正大学
- 末木文美士 - 東京大学、国際日本文化研究センター
- 菅原信海 - 早稲田大学
- 鈴木大拙 - 大谷大学
- 鈴木哲雄 - 愛知学院大学
- 諏訪義純 - 愛知学院大学
- 関口真大 - 大正大学
- 曽我量深

### た行
- 高楠順次郎 - 東京大学・東洋大学
- 高崎直道 - 鶴見大学
- 田上太秀 - 駒澤大学
- 武内紹晃 - 龍谷大学
- 武田豊四郎 - 早稲田大学
- 竹田暢典
- 竹村牧男 - 東洋大学
- 武邑尚邦 - 龍谷大学
- 田嶋隆純 - 大正大学
- 田代俊孝 - 同朋大学
- 多田孝正 - 大正大学
- 多田等観
- 立川武蔵 - 愛知学院大学
- 田中ケネス - 武蔵野大学
- 田中良昭 - 駒澤大学
- 玉城康四郎 - 日本大学
- 田村圓澄 - 九州大学
- 田村晃祐 - 東洋大学
- 田村芳朗 - 東京大学
- 竺沙雅章 - 京都大学
- 千葉乗隆 - 龍谷大学
- 陳垣 - 北京師範大学
- 塚本啓祥 - 立正大学
- 塚本善隆 - 京都大学
- 土屋詮教 - 早稲田大学
- 寺本婉雅
- 常盤大定 - 東京大学・東洋大学・慶應義塾大学
- 友松円諦 - 慶應義塾大学

### な行
- 長井真琴 - 東京帝国大学・東洋大学
- 長尾雅人 - 京都大学
- 中川正文 - 京都女子大学
- 長澤實導 - 大正大学
- 中島隆蔵
- 中條暁秀 - 身延山大学
- 中根環堂 - 鶴見大学
- 中野達慧
- 中野東禅
- 中村元 - 東京大学
- 奈良康明 - 駒澤大学
- 南条文雄 - 大谷大学
- 西村惠信 - 花園大学
- 忽滑谷快天 - 駒澤大学
- 野上俊静 - 大谷大学
- 納富常天 - 金沢文庫
- 能仁正顕 ‐ 龍谷大学
- 能海寛 - 慶應義塾大学・東洋大学

### は行
- 袴谷憲昭 - 駒澤大学
- 畑中浄圓 - 大谷大学
- 八田幸雄 - 関西大学
- 馬場紀寿 - 東京大学
- 花山勝友 - 武蔵野大学
- 花山信勝 - 東京大学
- 早島鏡正
- 早島理- 滋賀医科大学
- 原坦山 - 東京大学
- 引田弘道 - 愛知学院大学
- 平井俊榮 - 駒澤大学
- 平川彰 - 早稲田大学
- 久松真一 - 京都大学
- ひろさちや - 気象大学校
- 廣澤隆之 - 大正大学
- 深浦正文 - 龍谷大学
- 福井康順 - 早稲田大学
- 福井文雅 - 早稲田大学
- 福嶋寛隆 - 龍谷大学
- 福田亮成 - 大正大学
- 藤井宣正 - 龍谷大学
- 藤田宏達 - 北海道大学
- 藤吉慈海 - 花園大学
- 藤善真澄 - 関西大学
- 二葉憲香 - 京都女子大学
- 福原隆善 - 佛教大学
- 福原亮厳 - 龍谷大学
- 舟橋一哉 - 大谷大学
- 古田紹欽 - 北海道大学
- 星野元豊 - 龍谷大学
- 本庄良文 - 佛教大学
- 本多靜芳 - 慶應義塾大学・武蔵野大学・東洋大学

### ま行
- 前田恵雲
- 前田惠學 - 愛知学院大学
- 前田專學 - 東京大学
- 牧田諦亮 - 京都大学、埼玉工業大学
- 増永霊鳳 - 駒澤大学
- 増田慈良 - 大正大学
- 増谷文雄　- 東京外国語大学、大正大学
- 松濤誠達 - 大正大学
- 松塚豊茂 - 島根大学
- 松長有慶 - 高野山大学
- 三崎良周 - 早稲田大学
- 道端良秀 - 光華女子大学
- 水谷幸正 - 佛教大学
- 水野弘元 - 駒澤大学
- 水野弥穂子 - 駒澤大学
- 三友健容 - 立正大学
- 壬生台舜 - 大正大学
- 宮坂宥勝 - 高野山大学、名古屋大学
- 宮本正尊 - 東京大学
- チャールズ・ミュラー - 東洋学園大学
- 村上専精 - 東京大学
- 村中祐生 - 大正大学
- 望月海慧 - 身延山大学
- 望月海淑 - 身延山大学
- 望月信亨 - 大正大学
- 望月真澄 - 身延山大学
- 森章司 - 東洋大学
- 森祖道 - 大正大学

### や行
- 安田理深 - 大谷大学
- 柳田聖山 - 京都大学
- 矢吹慶輝 - 大正大学
- 山崎宏 - 東京教育大学
- 山内舜雄 - 駒澤大学
- 山口益 - 大谷大学
- 山口瑞鳳
- 山田明爾 - 龍谷大学
- 山田龍城 - 東北大学
- 山辺習学
- 結城令聞 - 東京大学
- 楊曾文 - 中国社会科学院
- 頼富本宏 - 国際日本文化研究センター、種智院大学
- 横山紘一 - 立教大学
- 吉原浩人 - 早稲田大学
- 山内晋卿
- 山極伸之 - 佛教大学

### わ行
- 鷲尾順敬
- 渡辺海旭
- 渡辺照宏 - 東洋大学
- 渡邊文麿 - 愛知学院大学
- 渡辺宝陽 - 立正大学
- 渡邊隆生 - 龍谷大学